# Levisquilla
Levisquilla is een geslacht van kreeftachtigen uit de klasse van de Malacostraca (hogere kreeftachtigen).

## Soorten
- Levisquilla inermis (Manning, 1966)
- Levisquilla jurichi (Makarov, 1979)
- Levisquilla minor (Jurich, 1904)